# Katymár
Katymár es un pueblo húngaro del distrito de Bácsalmás en el condado de Bács-Kiskun, con una población en 2013 de 1951 habitantes.
Se conoce su existencia desde 1388, cuando es nombrado con el topónimo de Kachmar.
Se encuentra ubicado unos 10 km al suroeste de la capital distrital Bácsalmás, en la frontera con Serbia.